# Cavallo Bianco di Uffington
Il Cavallo Bianco di Uffington è una figura preistorica molto stilizzata, tracciata sul pendio di una collina, lunga 114 metri e alta 34, incisa sulla superficie del suolo con solchi nel terreno profondi un metro (ampi da due a quattro) fino a mettere a nudo il sottostante gesso bianco. 
Il geoglifo si trova sul pendio della White Horse Hill in Inghilterra, mezzo miglio a sud del villaggio di Uffington, nell'Oxfordshire (prima Berkshire), circa cinque miglia a sud della città di Faringdon e a cinque miglia a ovest della città di Wantage. La collina fa parte del rilievo collinare di Berkshire Downs e domina la Vale of White Horse a nord. La migliore vista del cavallo si ottiene direttamente dall'altro lato della valle, specialmente intorno ai villaggi di Great Coxwell, Longcot e Fernham a una distanza di venti miglia, dalla cima di Dragon Hill ma la migliore è a tre/quattro miglia. Il sito è di proprietà del National Trust for Places of Historic Interest or Natural Beauty, che lo gestisce.

## Storia della figura
È stato dimostrato che la figura risale a 3 000 anni fa, all'Età del bronzo, utilizzando il metodo della luminescenza ottica stimolata, in seguito a esami archeologici condotti nel 1994. Questi studi hanno indicato tre date comprese tra il 1400 e il 600 a.C. Fino a tempi recenti si pensava risalisse all'Età del ferro. Ma una nuova tecnica di datazione fondata sulla stimolazione ottica, in grado di rilevare quanto a lungo un reperto sia rimasto celato alla luce del sole, ha indicato che il gesso è stato interrato all'epoca citata prima. Sono state trovate delle monete dell'Età del ferro che recano l'immagine del Cavallo Bianco di Uffington White Horse, facendo così scartare altre teorie secondo cui la figura sarebbe stata creata nell'Alto medioevo.  Nella zona si trovano molti altri siti preistorici importanti, in particolare Wayland's Smithy, un tumulo lineare a meno di due chilometri in direzione ovest. Il cavallo è la sola figura di gesso nel Regno Unito che in genere gli scienziati accettano come veramente "preistorico".
È stato a lungo dibattuto se la figura di gesso voglia rappresentare un cavallo bianco o un altro animale. Però è stato chiamato cavallo almeno fin dall'undicesimo secolo. Un rotolo di pergamena di Abingdon, scritto da monaci tra il 1072 e il 1084, parla di "mons albi equi" ("la collina del cavallo bianco") a Uffington.

Si pensa che il cavallo rappresenti un simbolo tribale forse collegato ai costruttori di Uffington Castle, una fortezza che risale all'età del ferro. A causa dell'angolazione del pendio su cui il cavallo è scavato, solo una piccola parte del cavallo può essere vista da un osservatore che sta sul terreno, il che potrebbe indicare un significato magico o religioso della figura. 

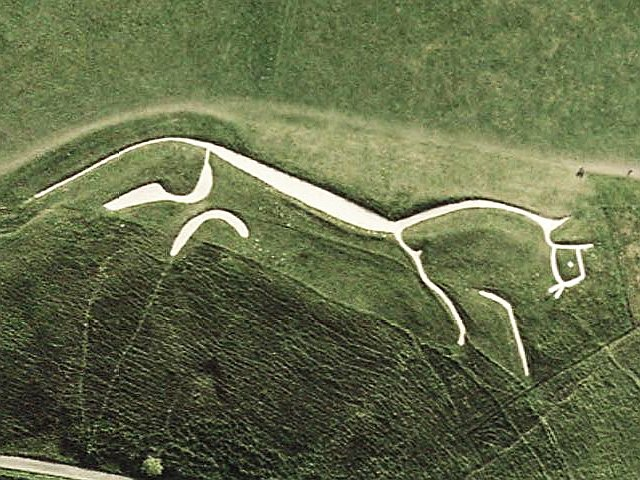
Altra immagine del Cavallo Bianco

Il cavallo di Uffington è molto simile ai cavalli rappresentati su monete britanniche del periodo pre-imperiale romano e sull'urna funebre di Marlborough. Da secoli però la gente del posto sostiene che si tratta del ritratto del drago ucciso da San Giorgio sulla vicina collina chiamata Dragon Hill. 
Fino al XIX secolo, ogni sette anni il cavallo veniva scavato nuovamente in occasione di una fiera locale che si svolgeva sulla collina, durante la quale avvenivano battaglie con randelli, corse di cavalli, gare di rotolamento di oggetti e altri tipi di attrazioni per le folle. Ma quando la periodica "scrostatura" viene interrotta, la figura si scurisce rapidamente. È necessario ripetere spesso il lavoro affinché la figura rimanga visibile. Nel corso delle varie epoche si sono tenute cerimonie di pulizia semi-religiose.

## Leggende
Si dice che la figura del cavallo bianco di Uffington rappresenti il drago ucciso da San Giorgio nella zona di Dragon Hill, che trasportato sulla collina da due gemelli, vi avrebbe lasciato un'impronta con il passare del tempo, impedendo di far ricrescere l'erba.
La leggenda più antica è quella che riconosce nella figura una rappresentazione della dea celtica Epona, dalla forma non umana ma di cavallo, veniva adorata per i suoi poteri relativi alla fertilità, alla guarigione e alla morte. A causa di questo si diceva che se una donna avesse passato una notte sdraiata sull'occhio del cavallo avrebbe poi dato alla luce un figlio.

## Nella cultura di massa
- La ballata del Cavallo Bianco G. K. Chesterton dà un'interpretazione cristiana al costante lavoro di ripulitura necessario per conservare la forma e il colore bianco della figura. Lo scrittore inglese la inserisce in una rappresentazione romantica retro-medievale delle imprese del re Alfredo il Grande.
- Nel romanzo Bianco letale di Robert Galbraith (pseudonimo di J. K. Rowling) il Cavallo Bianco di Uffington gioca una parte sensibile nello svolgimento della trama, e appare anche come location di alcune scene.
- Il Cavallo Bianco di Uffington figura sulla copertina dell'album English Settlement del gruppo musicale inglese XTC (1982).